# Ford Transit Courier
Ford Transit Courier — компактний фургон збудований на B-платформі компанії Ford (на якій збудовані Ford Fiesta i Ford B-Max) представлений в квітні 2013 року.

## Перше покоління  (2014-2023)

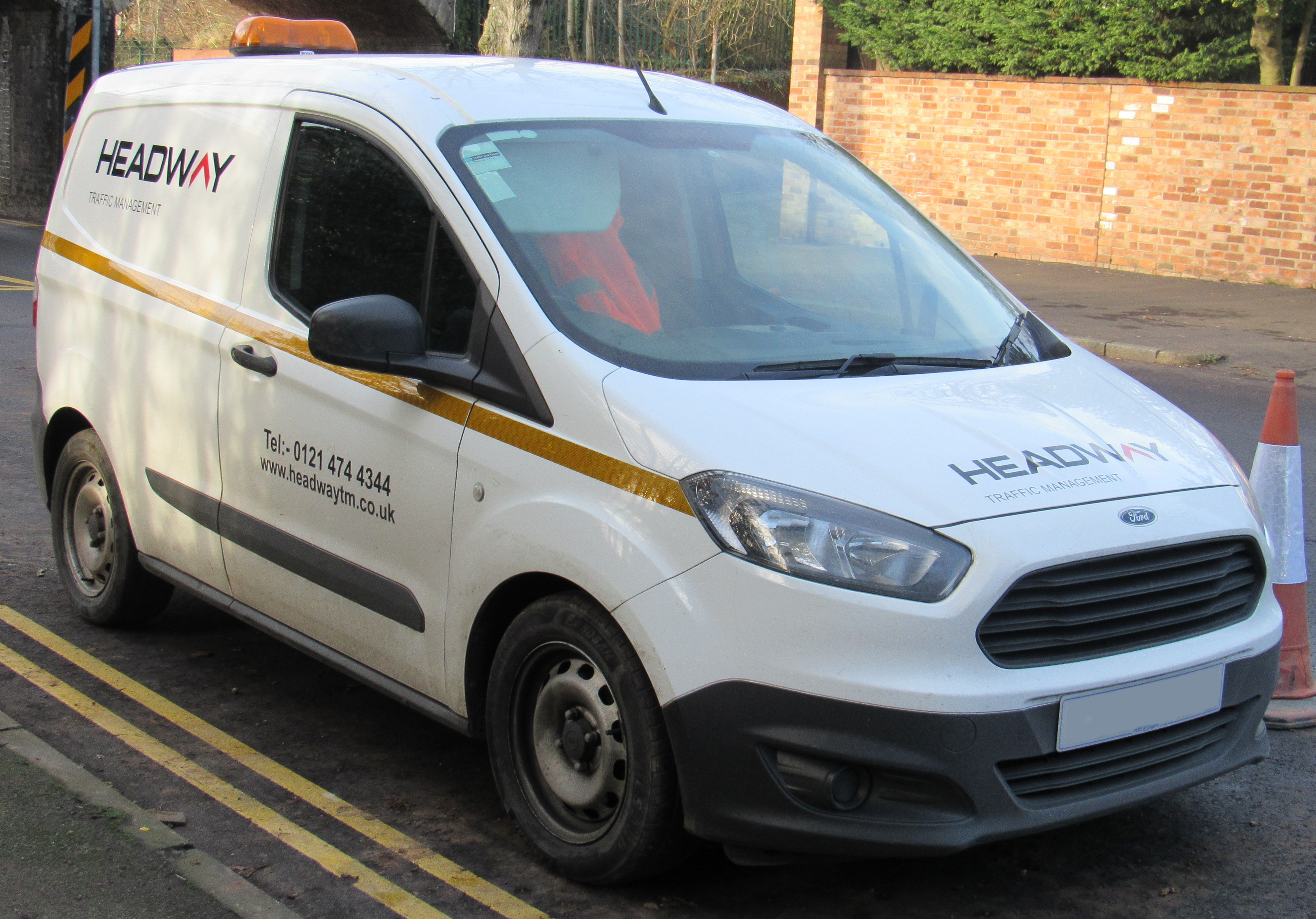
Ford Transit Courier (2014–2018)

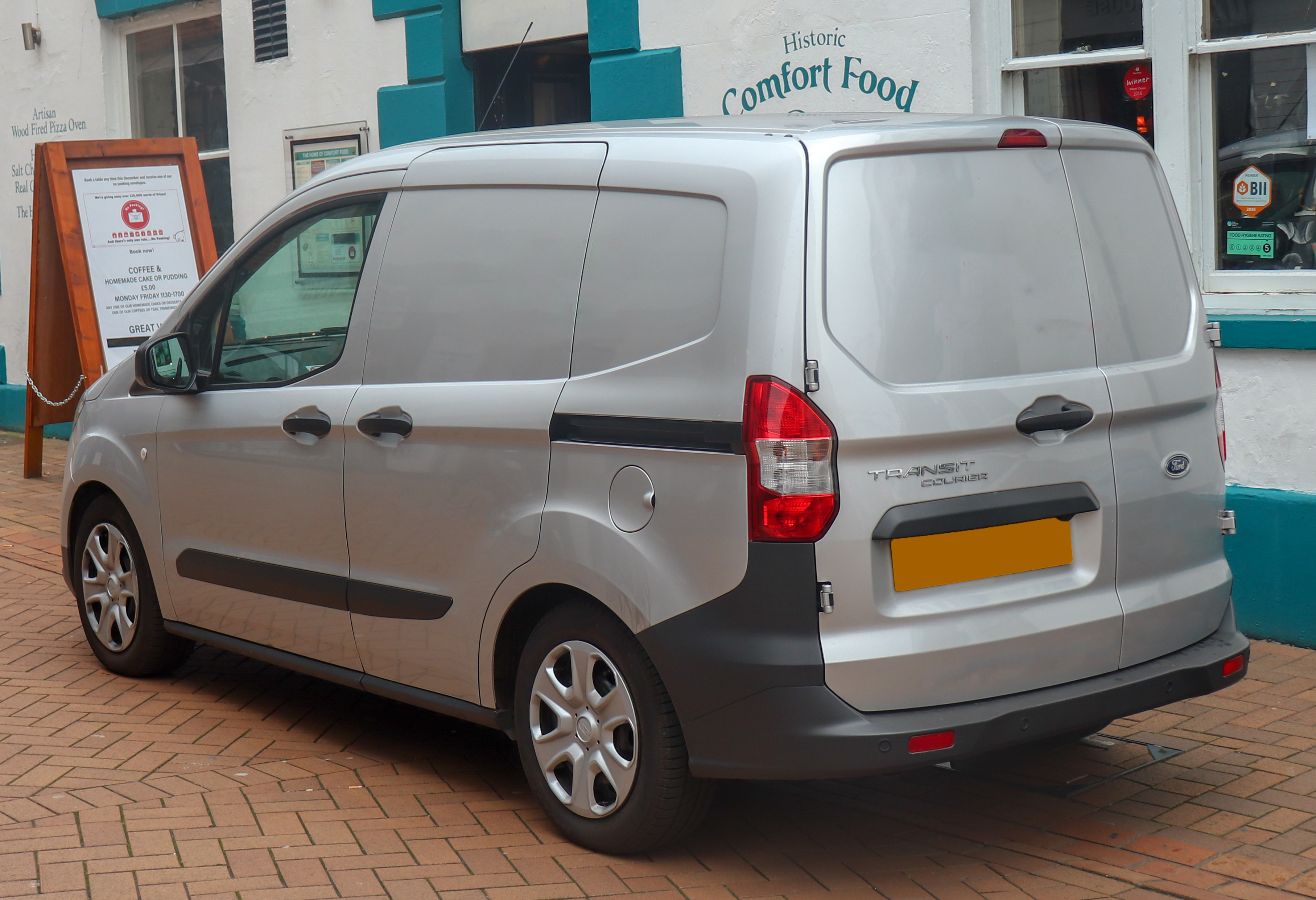
Ford Transit Courier (2018-2023)

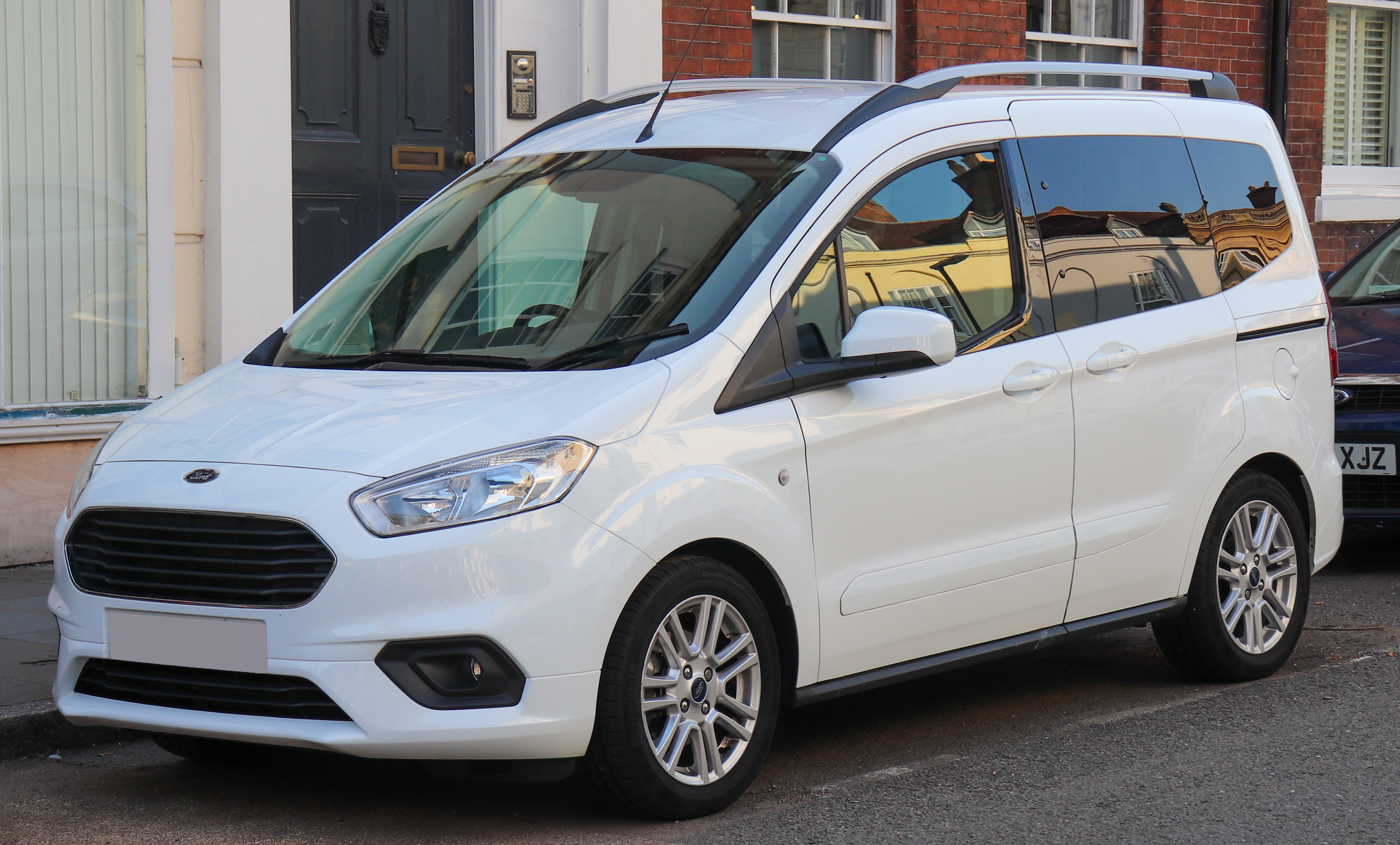
Ford Tourneo Courier Titanium (2018-2023)

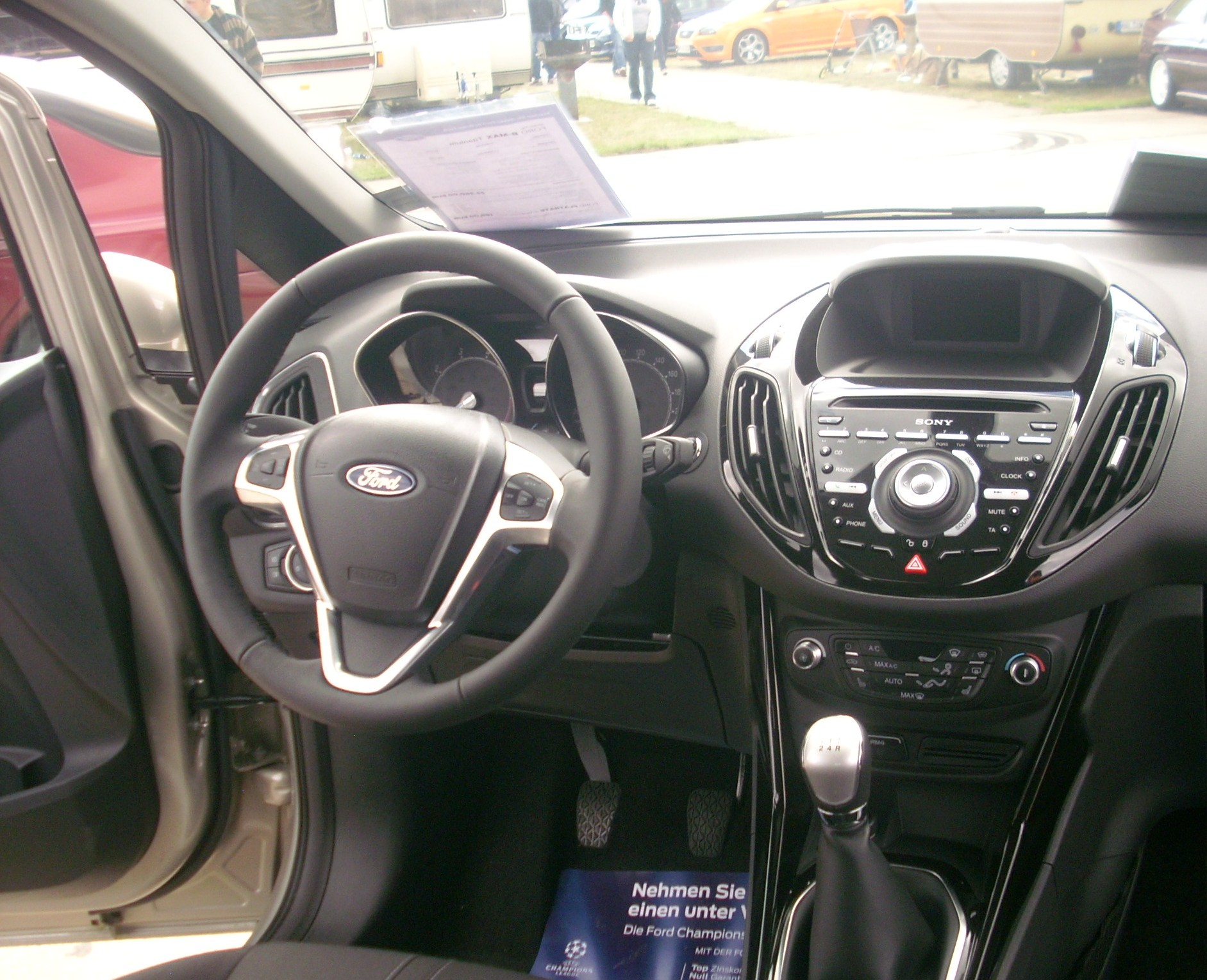

Довжина автомобіля дорівнює 4160 мм, об'єм вантажного відсіку становить 2,3 кубометра, максимальна вантажопідйомність — 660 кілограм.
На вибір пропонують три двигуни: два турбодизельних TDCi об'ємом 1,5 л (75 к.с.) і 1,6 л (95 к.с.) і один бензиновий 1,0 л EcoBoost з турбокомпресором потужністю 100 к.с. З усіма агрегатами доступні п'ятиступінчасті механічні коробки передач і система start/stop.
Пасажирська версія фургона отримала назву Ford Tourneo Courier і вперше представлена на Женевському автосалоні в березні 2013 року.
Продажі автомобілів почалися навесні 2014 року.
В 2018 році модель модернізували.

### Двигуни
| Модель          | Об'єм    | Потужність | Крутний момент | Роки випуску    |
| --------------- | -------- | ---------- | -------------- | --------------- |
| Бензиновий      |          |            |                |                 |
| 1.0 EcoBoost І3 | 999 см³  | 100 к.с.   | 170 Нм         | з 06/2014       |
| Дизельні        |          |            |                |                 |
| 1.5 TDCi І4     | 1499 см³ | 75 к.с.    | 190 Нм         | з 06/2014       |
| 1.5 TDCi І4     | 1499 см³ | 95 к.с.    | 215 Нм         | 05/2015–04/2018 |
| 1.5 TDCi І4     | 1499 см³ | 100 к.с.   | 215 Нм         | з 04/2018       |
| 1.6 TDCi І4     | 1560 см³ | 95 к.с.    | 215 Нм         | 06/2014–08/2015 |

## Друге покоління (з 2023)

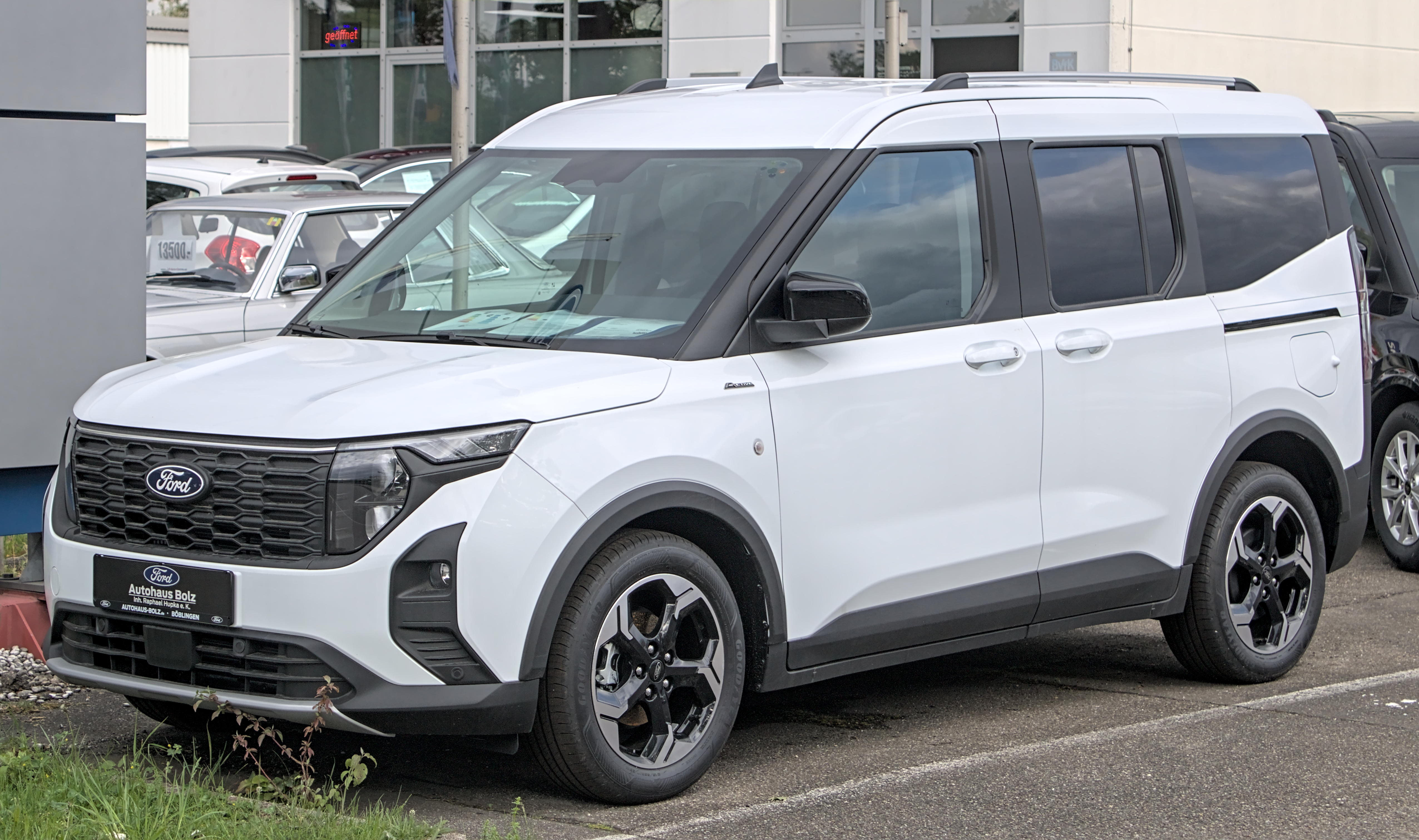
Ford Tourneo Courier II

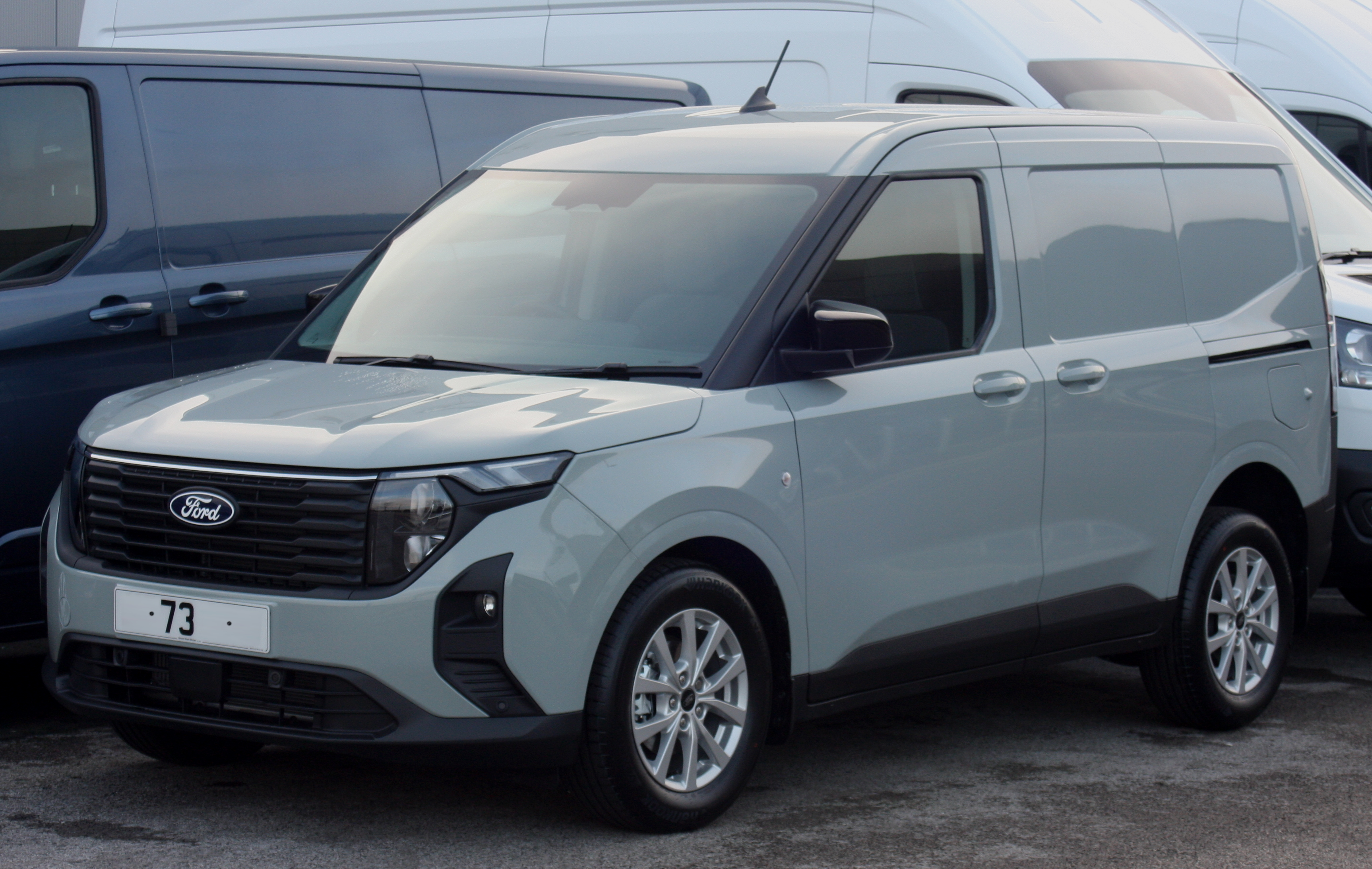
Ford Transit Courier II

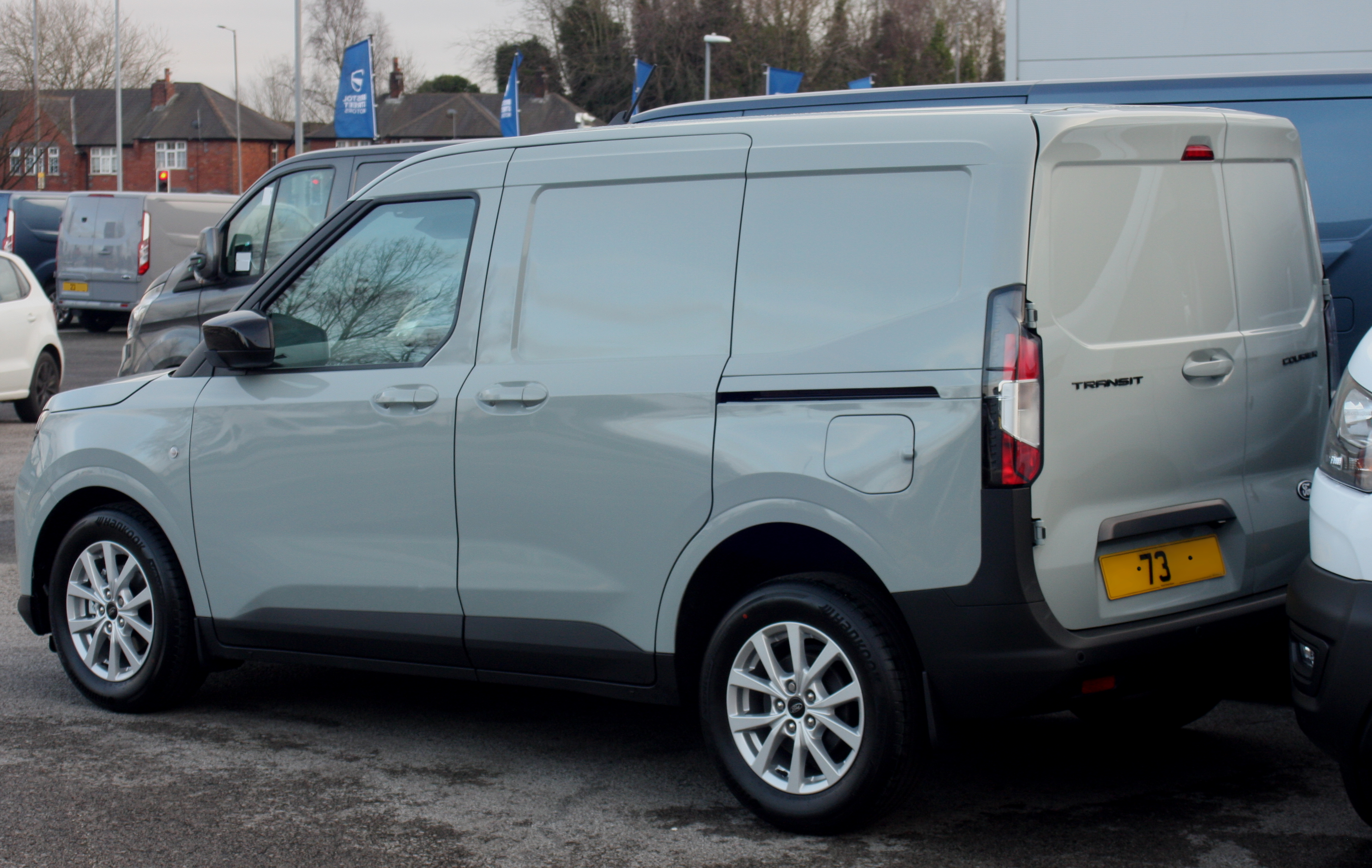
Ford Transit Courier II

Друге покоління має чіткіший дизайн, сучасніший інтер’єр і електричну версію. Автомобіль заснований на платформі Ford Global B-car, на відміну від Tourneo Connect, який є похідним від Volkswagen Caddy.

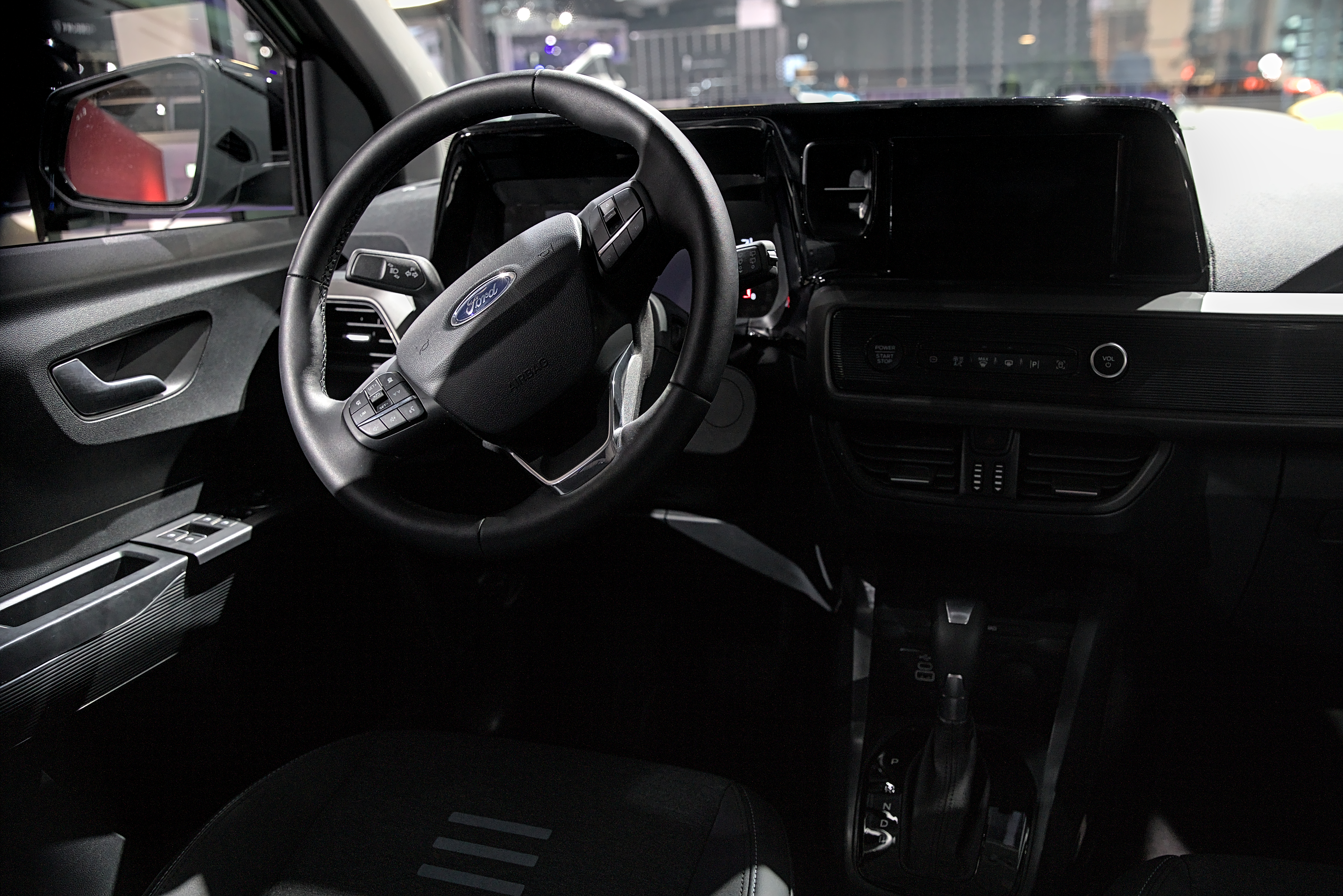

Виробництво E-Transit Courier планується розпочати восени 2024 року на заводі в Крайові в Румунії, де також виготовляють кросовер Puma.

### Tourneo
Tourneo Courier був представлений 15 травня 2023 року з комплектацією Active, натхненною кросовером, і повністю електричним варіантом.

### Двигуни
Бензинові:
- 1.0 L EcoBoost I3 100/125 к.с.

Дизельні:
- 1.5 L EcoBlue I4 102 к.с.

Електричні:
- 100 kW (130 к.с.)

## Продажі Ford Tourneo Courier
| рік  | Європа |
| ---- | ------ |
| 2014 | 4,275  |
| 2015 | 14,300 |
| 2016 | 12,000 |
| 2017 | 16,100 |
| 2018 | 17,600 |
| 2019 | 23,995 |
| 2020 | 7,148  |
| 2021 | 2,761  |
| 2022 | 996    |